# 신평초등학교 (충남)
신평초등학교는 대한민국 충청남도 당진시 신평면 금천리에 있는 공립 초등학교이다.

## 학교 연혁
| 1922년 | 3월 31일  | 신평공립보통학교 개교                  |
| 1938년 | 4월 1일   | 신평공립심상소학교로 개칭              |
| 1941년 | 4월 1일   | 신평공립국민학교로 개칭                |
| 1949년 | 9월 30일  | 신송국민학교 분리                      |
| 1950년 | 6월 1일   | 신평국민학교로 개칭                    |
| 1952년 | 6월 30일  | 한정국민학교 분리                      |
| 1967년 | 10월 30일 | 서정국민학교 분리                      |
| 1981년 | 3월 1일   | 병설유치원 개원                        |
| 1996년 | 3월 1일   | 신평초등학교로 개칭                    |
| 2018년 | 2월 6일   | 제93회 졸업식(10,594명)                |
| 2018년 | 3월 1일   | 초등학교 12학급, 병설유치원 1학급 편성 |

## 참고 자료
- 신평초등학교 - 한국교육학술정보원 학교알리미